# Wakasugi Koki
Koki Wakasugi (sinh ngày 8 tháng 11 năm 1995) là một cầu thủ bóng đá người Nhật Bản.

## Sự nghiệp câu lạc bộ
Koki Wakasugi đã từng chơi cho Ventforet Kofu và Saurcos Fukui.